# Mistrzostwa Europy w Judo 1972
21. Mistrzostwa Europy w Judo odbyły się w dniach 12 – 14 maja 1972 roku w Voorburgu. 

## Klasyfikacja medalowa
| Miejsce | Państwo         |   |   |    | Razem |
| ------- | --------------- | - | - | -- | ----- |
| 1       | Francja         | 2 | 2 | 0  | 4     |
| 2       | Holandia        | 2 | 1 | 2  | 5     |
| 3       | ZSRR            | 1 | 4 | 5  | 10    |
| 4       | NRD             | 1 | 0 | 2  | 3     |
| 5       | Wielka Brytania | 1 | 0 | 1  | 2     |
| 6       | Hiszpania       | 0 | 0 | 1  | 1     |
| .       | RFN             | 0 | 0 | 1  | 1     |
| .       | Węgry           | 0 | 0 | 1  | 1     |
| .       | Polska          | 0 | 0 | 1  | 1     |
| Razem   | Razem           | 7 | 7 | 14 | 28    |

## Medaliści

### Mężczyźni
| Konkurencja: | Złoto: | Srebro:                                                                                        | Brąz: |
| −63kg        | Jean-Jacques Mounier | Siergiej Suslin                                                                                | Serhij Melnyczenko Karl-Heinz Werner |
| −70kg        | Dietmar Hötger | Anatolij Nowikow                                                                               | Marian Tałaj Albert Verhulsdonk |
| −80kg        | Jean-Paul Coche | Guram Gogolauri                                                                                | László Ipacs Andriej Cupaczenko |
| −93kg        | Angelo Parisi | Jan Bosman                                                                                     | Ernst Eugster Jewgienij Sołoduchin |
| −ponad 93kg  | Wim Ruska | Giwi Onaszwili                                                                                 | Witalij Kuzniecow Santiago Ojeda |
| −Open        | Wim Ruska | Jean-Claude Brondani                                                                           | Klaus Hennig Siergiej Nowikow |
| Drużynowo    | Serhij Melnyczenko · Anatolij Nowikow · Siergiej Suslin · Guram Gogolauri · Jewgienij Sołoduchin · Witalij Kuzniecow · ZSRR | Jean-Jacques Mounier · Patrick Vial · Guy Auffray · Jean-Luc Rougé · François Besson · Francja | Jan Gietelinck · Theo Schneider · Martin Poglajen · Ernst Eugster · Wim Ruska · Leo Heynen · Holandia · Edward Mullen · Robert Sullivan · Brian Jacks · David Starbrook · Keith Remfry · Wielka Brytania |